# Chłopek (Tatry)
Chłopek (niem. Chlopek, Bäuerlein, słow. Chlapík, węg. Parasztocska, 2338 m n.p.m.) – niewielka turniczka wznosząca się powyżej Mięguszowieckiej Przełęczy pod Chłopkiem, znajdująca się w grani głównej Tatr Wysokich, na granicy polsko-słowackiej. Od południowego wschodu sąsiaduje ona z Mięguszowieckim Szczytem Czarnym, a od północnego zachodu z Mięguszowieckim Szczytem Pośrednim oddzielonym Mięguszowiecką Przełęczą pod Chłopkiem. Na wierzchołek Chłopka nie prowadzą żadne znakowane szlaki turystyczne, na sąsiadującą Mięguszowiecką Przełęcz pod Chłopkiem biegnie zielono znakowana ścieżka znad Czarnego Stawu pod Rysami.
Nazewnictwo Chłopka wywodzi się od jego charakterystycznego kształtu – obserwowany z daleka wydaje się przybierać formę ludzkiej sylwetki. Tego typu skały w gwarze podhalańskiej nazywane są chłopkami. Bezpośrednio od nazwy Chłopka wywodzi się nazewnictwo Mięguszowieckiej Przełęczy pod Chłopkiem.
Pierwszego wejścia na Chłopka dokonano najprawdopodobniej 11 września 1905 roku, a autorami jego byli Katherine Bröske i Simon Häberlein.

## Przypisy

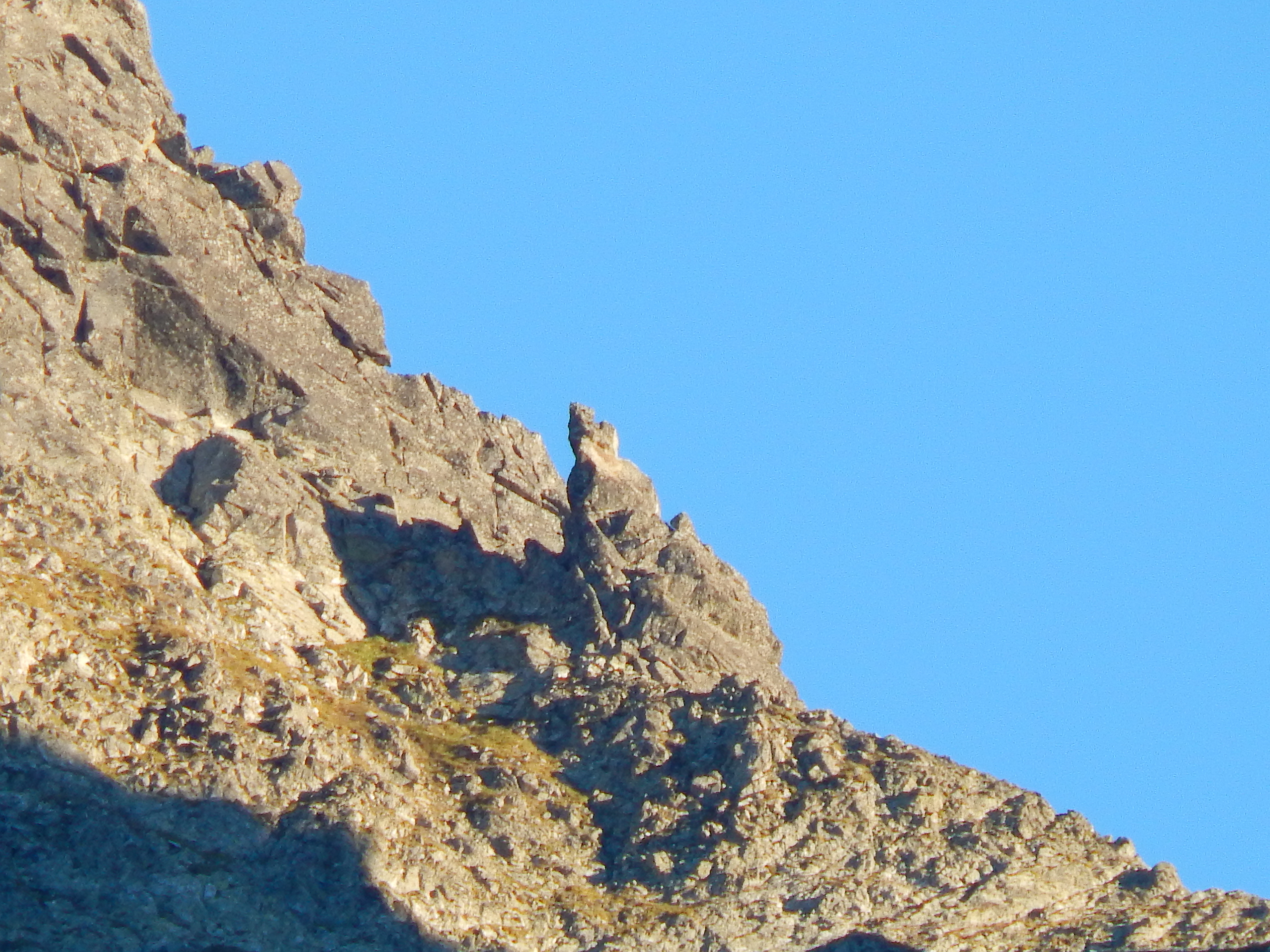
Chłopek od strony północnej